# Nemezjanus
Marcus Aurelius Olympius Nemesianus – rzymski poeta żyjący w III wieku n.e. Autor dwóch dzieł: częściowo zachowanego dydaktycznego poematu Cynegetica (O polowaniu) oraz 4 Eclogae (Sielanki). 